# Radio Ladies First
Radio Ladies First war einer der ersten privater Hörfunksender in Baden-Württemberg mit Sitz in Baden-Baden. Das Programm wurde vom 8. Oktober 1988 bis zum 31. März 1994 in Baden über den Sender Hornisgrinde auf der Frequenz 100,4 MHz ausgestrahlt, sowie in vielen Kabelnetzen in Baden-Württemberg.
Der Programmschwerpunkt des Senders lag auf Popmusik mit Moderation und kurzen Nachrichten. Wichtigster Gesellschafter und Moderator war der Ex-hr3- und Ex-SWF3-Moderator Bernd Schumacher („Bernie“). Radio Ladies First sendete täglich von 13 bis 16 Uhr und von 20 bis 24 Uhr und teilte sich ab dem 1. März 1989 die Frequenz mit dem dann ebenfalls 1994 abgeschalteten Anbieter Radio Victoria. Am 1. April 1994 wurde die Frequenz von Radio Regenbogen übernommen.